# Caymanöarna vid världsmästerskapen i friidrott 2022
Caymanöarna tävlade vid världsmästerskapen i friidrott 2022 i Eugene i USA mellan den 15 och 24 juli 2022. Caymanöarna hade en trupp på en idrottare.

## Resultat

### Herrar
Gång- och löpgrenar
| Idrottare     | Gren           | Försöksheat | Försöksheat | Semifinal        | Semifinal        | Final            | Final            |
| Idrottare     | Gren           | Resultat    | Placering   | Resultat         | Placering        | Resultat         | Placering        |
| ------------- | -------------- | ----------- | ----------- | ---------------- | ---------------- | ---------------- | ---------------- |
| Rasheem Brown | 110 meter häck | 13,78       | 31          | Gick inte vidare | Gick inte vidare | Gick inte vidare | Gick inte vidare |